# Dunn Center
Dunn Center es una ciudad ubicada en el condado de Dunn en el estado estadounidense de Dakota del Norte. En el censo de 2010 tenía una población de 146 habitantes y una densidad poblacional de 144,54 personas por km².

## Geografía
Dunn Center se encuentra ubicada en las coordenadas 47°21′11″N 102°37′22″O / 47.35306, -102.62278. Según la Oficina del Censo de los Estados Unidos, Dunn Center tiene una superficie total de 1.01 km², de la cual 1 km² corresponden a tierra firme y (0.51%) 0.01 km² es agua.

## Demografía
Según el censo de 2010, había 146 personas residiendo en Dunn Center. La densidad de población era de 144,54 hab./km². De los 146 habitantes, Dunn Center estaba compuesto por el 93.84% blancos, el 1.37% eran amerindios, el 0.68% eran de otras razas y el 4.11% pertenecían a dos o más razas. Del total de la población el 1.37% eran hispanos o latinos de cualquier raza.